# Sphiggurus insidiosus
Sphiggurus insidiosus là một loài động vật có vú trong họ Erethizontidae, bộ Gặm nhấm. Loài này được Olfers mô tả năm 1818.